# DICS
DICS（Dieselcar Information Control Systemの略、ディクスと読む）とは、ディーゼル車情報制御装置のことで、新潟鐵工所が開発した鉄道車両のモニタ装置の一つ。車両の力行やブレーキ、出区点検、車内空調管理、行先表示機、車内案内表示装置などの各種車載機器を一括して管理するコンピュータシステムのことを言う。
「DICS」の名称を用いるのは東日本旅客鉄道（JR東日本）の車両のみで、西日本旅客鉄道（JR西日本）や第三セクター鉄道各社ではTICS（Train Information Control Systemの略、ティクスと読む）と呼ぶが、システムとしてはほぼ同じものである。
全車共通の特徴として、運転台モニタ表示機としてタッチパネル式液晶ディスプレイを備える。

## 歴史
歴史としては比較的浅く2000年代前半からである。これは気動車は長らく自動空気ブレーキを使用しており、運転台からの完全電気指令化が出来なかったためである。
1988年、JR東海がキハ85系気動車を開発するにあたり、気動車としては初めての電気指令式空気ブレーキを採用し、運転操作が完全電気指令化され、その後開発された気動車では電気指令式空気ブレーキが主に搭載されるようになったが、依然として制御指令は運転台からパラレル伝送されるシステムであった。
1997年製造の北海道旅客鉄道（JR北海道）キハ201系気動車や2000年製造のキハ261系気動車（いずれも製造は富士重工業）においてはタッチパネル式液晶ディスプレイを搭載し、力行制御や一部の出区点検を行うことは可能であったが、これは同時期に製造され、キハ201系と協調運転を行う731系電車の制御システムを流用したためで、気動車に特化したシステムというではなかった。
その後、新潟鐵工所が2001年にJR西日本向けにキハ187系気動車およびキハ126形気動車を製造した際、運転操作指令のみならず周辺のセンサーや空調情報等の情報を取り込みシリアル伝送し、コンピュータで統括制御するシステムとして気動車版TIMSと呼ぶべきTICSを開発したのが最初である。
シリアル伝送された情報はコンピュータを介し運転台のタッチパネル式液晶ディスプレイに表示され、また乗務員もその画面を見ながらタッチパネルを通して直感的な操作が行える。空調管理の全自動化や、走行位置情報に基づく車内放送・車内案内表示装置の自動制御などが行え、気動車の近代化・IT化・省コスト化に貢献した。
さらに同年、車内引き通し線の大幅な削減による製造・保守両面のコスト削減により、新潟鐵工所製の軽快気動車（NDC）として初めて天竜浜名湖鉄道TH2000形気動車（のちにTH2100に改番）に採用した。これ以降、TICSは主に第三セクター鉄道向けに新造される軽快気動車の標準仕様となっていき、新潟鐵工所の経営破綻後は、同社の鉄道車両部門を継承した新潟トランシスが製造する気動車にも採用されている。
最新の車両ではオプション装備として、ワンマン運転時の運転士からの死角を補う上での車内監視モニタ機能も設定されている。

## 搭載車両

### DICS
- 東日本旅客鉄道（JR東日本）
  - キヤE193系
  - キハE130系
  - キハE120系

### TICS
- 西日本旅客鉄道（JR西日本）
  - キハ127系・キハ122系
  - キハ187系
  - キハ126系・キハ121系
  - キヤ141系
- 四国旅客鉄道（JR四国）
  - JR四国1500形気動車
- 天竜浜名湖鉄道
  - TH2000形
  - TH2100形
  - TH9200形
- 肥薩おれんじ鉄道
  - HSOR-100形気動車
  - HSOR-150形気動車
- 土佐くろしお鉄道
  - 9640形
- 会津鉄道
  - AT-500形
  - AT-550形
  - AT-600形
  - AT-650形
  - AT-700形
  - AT-750形
- のと鉄道
  - NT200形
- 錦川鉄道
  - NT3000形
- 平成筑豊鉄道
  - 400形
  - 500形
- 樽見鉄道
  - ハイモ330-700形
- わたらせ渓谷鐵道
  - WKT-500形
- えちごトキめき鉄道
  - ET122形(1000番台含む)
- 信楽高原鐵道
  - SKR400形
  - SKR500形
- WILLER TRAINS
  - KTR300形